# Auburn (Maine)
Auburn is een plaats (city) in de Amerikaanse staat Maine, en valt bestuurlijk gezien onder Androscoggin County.

## Demografie
Bij de volkstelling in 2000 werd het aantal inwoners vastgesteld op 23.203.
In 2006 is het aantal inwoners door het United States Census Bureau geschat op 23.156, een daling van 47 (-0,2%).

## Geografie
Volgens het United States Census Bureau beslaat de plaats een oppervlakte van
170,4 km², waarvan 154,8 km² land en 15,6 km² water.

## Geboren in Auburn
- Sara Mae Stinchfield Hawk, logopedist

## Plaatsen in de nabije omgeving
De onderstaande figuur toont nabijgelegen plaatsen in een straal van 28 km rond Auburn.